# Naratriptan
Naratriptan (Amerge, Naramig) je triptanski lek koji se koristi za tretman migrenske glavobolje. Naratriptan je dostupan u ogliku 2,5  tableta. On je selektivan agonist 1 receptora.

## Indikacija
Naratriptan se koristi za tretman akutnih migrenskih napada i simptoma migrene, uključujući jake glavobolje koje su nekad praćene mučninom i senzitivnošću na zvuk i svetlost.

## Mehanizam dejstva
Uzroci migrena nisu potpuno jasni. Smatra se da su naratriptani i drugi triptani delotvorni zbog njihovog dejstva kao agonisti 5HT receptora.

## Spoljašnje veze
|  | Molimo Vas, obratite pažnju na važno upozorenje u vezi sa temama iz oblasti medicine (zdravlja). |